# Captain (British Army et Royal Marines)
Pour les articles homonymes, voir Captain.
Captain (capt) est un grade militaire utilisé par la British Army et les Royal Marines. Dans ces deux composantes des Forces armées britanniques, il est le supérieur du lieutenant (en) et le subordonné du major.
Selon les équivalences de l'OTAN, c'est un grade noté OF-2.
Il est l'équivalent du lieutenant dans la Royal Navy et du flight lieutenant de la Royal Air Force.
Il ne doit pas être confondu avec le grade de captain de la Royal Navy qui est situé nettement plus haut dans la hiérarchie (équivalent en France de capitaine de vaisseau dans la Marine nationale, ou de colonel dans l'Armée de terre, l’Armée de l'air et la Gendarmerie nationale).